# Paula Braun
Paula Braun (Blumenau, 25 de abril de 1979) es una actriz brasileña. Desde 2008 está casada con el actor Mateus Solano, con quien actuó en la telenovela Rastros de mentiras, interpretando el papel de la residente médica Rebeca, una judía que se involucra con un médico palestino. Braun y Solano tienen dos hijos, Flora y Benjamín.

## Filmografía

### Televisión
| Novelas e Seriados | Novelas e Seriados   | Novelas e Seriados       | Novelas e Seriados     |
| Año                | Título               | Papel                    | Canal                  |
| ------------------ | -------------------- | ------------------------ | ---------------------- |
| 1997               | Universo Pesquisa    | Presentadora y reportera | FURB TV y TVE Nacional |
| 2001               | Vale Cultural        | Presentadora y reportera | FURB TV                |
| 2007               | O Sistema            | Ivone                    | Rede Globo             |
| 2008               | Mateus, o Balconista |                          | Mix TV                 |
| 2009               | Tudo Novo de Novo    | Lorena                   | Rede Globo             |
| 2010               | Malhação             | Rosana                   | Rede Globo             |
| 2013               | O Negócio            | Luíza                    | HBO                    |
| 2013               | Amor à Vida          | Rebeca                   | Rede Globo             |

### Cine
- 2003 Nina
- 2006 Outra memória
- 2007 O Cheiro do Ralo
- 2008 Bollywood Dream
- 2008 Maridos, amantes e pisantes
- 2009 Amanhã Nunca Mais
- 2009 Vida de Balconista